# Cratere Attis
Attis  è un cratere sulla superficie di Cerere.